# Slaget om Königsberg
Slaget vid Königsberg var ett slag vid östfronten under andra världskrigets slutskede då den sovjetiska 3. vitryska fronten stormade den då tyska staden Königsberg (numera Kaliningrad).

## Bakgrund
Efter att den sovjetiska offensiven under 1944 fört kriget närmare tyskt territorium utsågs Königsberg till "stadsfästning", tillsammans med flera andra städer i Östeuropa, bland annat Budapest, Wien och Warszawa. En av anledningarna till att Königsberg valdes ut som stadsfästning var närheten till havet med hamnstaden Pillau.[källa behövs]
Den sovjetiska offensiven in i Tyskland med målet att erövra Berlin inleddes den 12 januari 1945 från det brohuvud över Wisła (ty. Weichsel) vid Baranów i Polen som erövrats under sommaren 1944, och senare även från andra punkter längs frontlinjen. Från och med den 15 januari fanns inte längre någon sammanhängande tysk försvarslinje. Huvudsyftet med offensiven in i Ostpreussen var ett ge flankskydd åt det centrala angreppet mot Berlin. Omringningen av Königsberg var slutförd den 25 januari när sovjetiska styrkor nådde fram till Östersjökusten vid Elbing
Efter ett tyskt motangrepp den 19 februari öppnades emellertid en korridor mellan Königsberg och hamnstaden Pillau, varifrån staden försörjdes tills stormningen inleddes i början av april.

## Förberedande anfall
Den ryska slutoffensiven mot det försvarsområde där Königsberg ingick skulle enligt planerna genomföras i tre steg: neutralisering av den tyska ställningen kring Heiligenbeil (ry. Mamonovo) sydväst om staden, en stormning av Königsberg och därefter elimineringen av alla tyska styrkor på halvön Samland nordväst om staden. Marskalk Vassilevskijs stab räknade med att den tyska armén hade 19 divisioner till sitt förfogande, varav 11 var förlagda till själva staden och Samland. Vasilevskijs primära resurser bestod av 3:e vitryska fronten där han själv var befälhavare, och tidigare 1:a baltiska fronten, numera "Samlandgruppen", under Hovhannes Bagramjan. Bagramjan var den som fick ansvaret för planeringen av Operation Samland, täcknamn för huvudanfallet mot staden Königsberg.
Det första steget i anfallet, angreppet mot Heiligenbeil, inleddes den 13 mars och efter hårda strider erövrades staden den 25 mars. Resterna av den tyska 4. armén som försvarade området retirerade ut på Balgahalvön som sträcker sig ut i Frisches Haff. Hitler vägrade in i det längsta att gå med på en evakuering, och den 29 mars hade det tyska brohuvudet söder om Königsberg upphört att existera.

## Stormningen
Königsberg var en kraftigt befäst stad med betydande stridskrafter och förråd med stora mängder materiel och förnödenheter. Kring staden löpte tredubbla försvarslinjer med befästningar, minfält och stridsvagnsgravar, där den innersta försvarsringen gick inne i själva staden. I och omkring staden var fem divisioner förlagda, omkring 130 000 man. Befälhavare för Festung Königsberg var den tyske infanterigeneralen Otto Lasch.
Den sovjetiska anfallsstyrkan bestod av fyra arméer och 137 250 män, vilket ungefär motsvarade de tyska försvarsstyrkorna. Däremot hade Röda armén ett avgörande övertag i fråga om eldkraft, med 5 000 kanoner och granatkastare, 538 stridsvagnar och 2 444 flygplan. Den sovjetiska armén koncentrerade stora mängder artilleri inför anfallet, på vissa frontavsnitt så mycket som en pjäs per fyra meter front. Omkring hälften av artilleriets eldkraft kom från grovkalibriga vapen, inklusive befästningsartilleri med kaliber upp till 305 mm, järnvägsburet artilleri (130 och 203 mm), samt 106 mm granatkastare och 400 salvpjäser.
Efter fyra dagars artilleribombardemang inleddes stormningen när vädret klarnade den 6 april. Stormningen pågick under nästan fyra dygn tills stadens garnison efter mycket hårda gatustrider kapitulerade 21.30 den 9 april. Enligt sovjetiska källor var de tyska förlusterna 42 000 döda och 92 000 tillfångatagna (varav 1 800 officerare) och en stor mängd vapen och utrustning. De civila förlusterna var omfattande, omkring en fjärdedel av de 100 000 som inte evakuerats omkom under striderna.

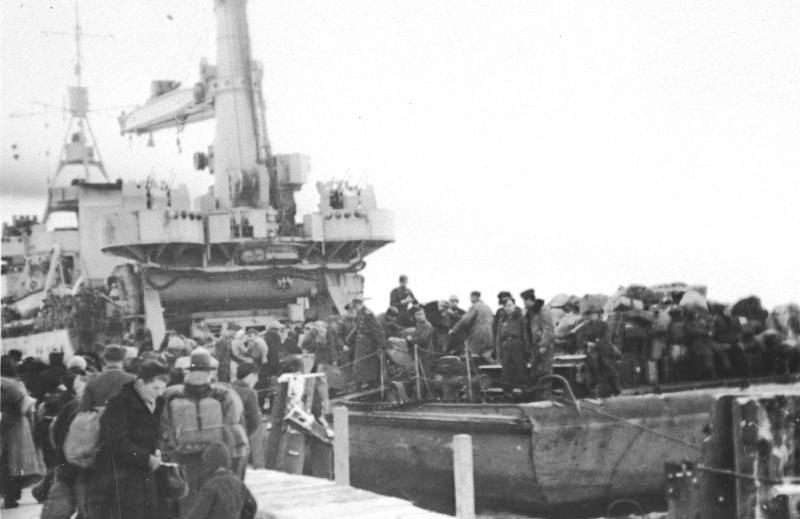
Tyska civila flyr från Königsberg ombord SS Wedel.
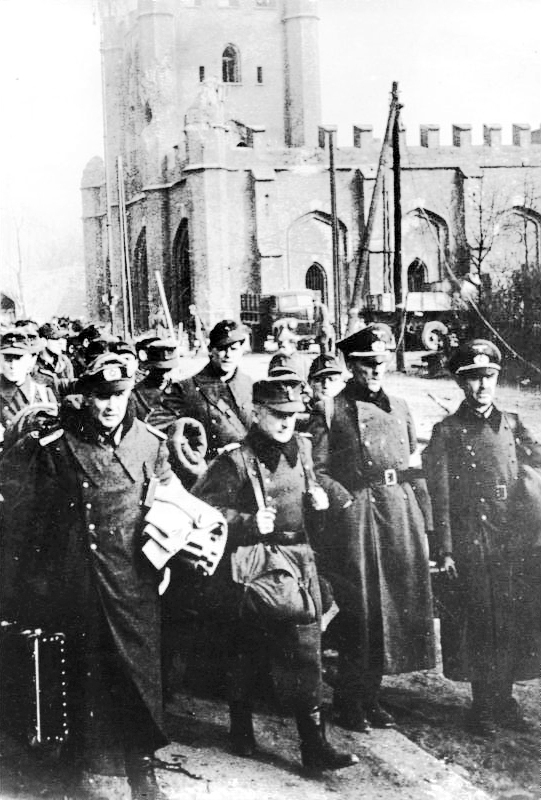
Tillfångatagna tyska officerare vid Königstor i Königsberg, 12 april 1945.